# Souhvězdí Velké medvědice

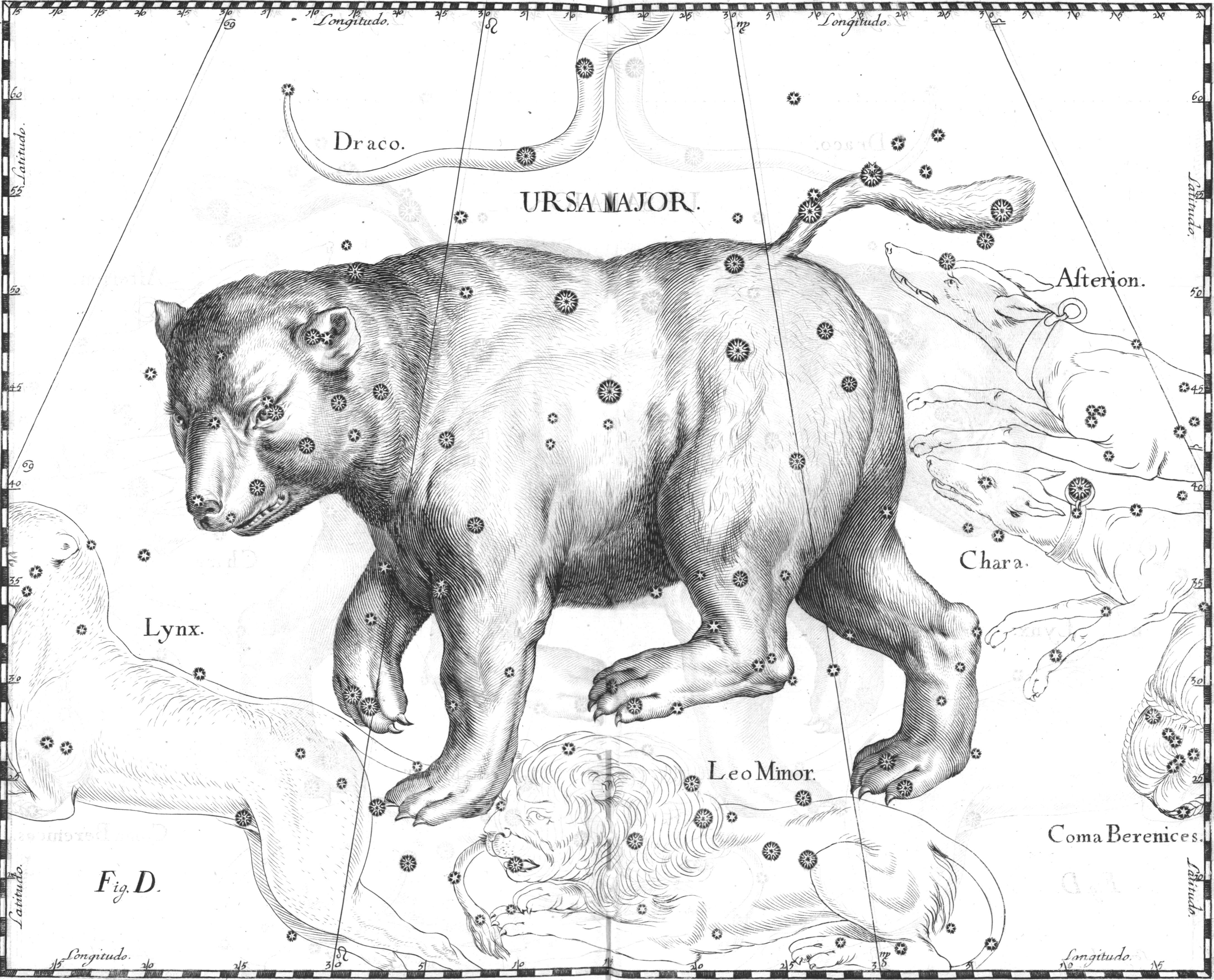
Velká medvědice od Hevelia

Velká medvědice je významné souhvězdí na severní obloze. Souhvězdí je často chybně nazýváno Velký vůz, to je však název jen jeho části – asterismu tvořeného sedmi nejjasnějšími hvězdami Velké medvědice. Velký vůz může zejména začínajícím pozorovatelům oblohy sloužit jako výchozí bod pro orientaci na noční obloze.
Větší část Velké medvědice je v České republice cirkumpolární, tudíž nezapadá pod obzor. Nejlépe je pozorovatelné v jarních měsících a začátkem léta, protože jeho horní kulminace nastává 15. března a naopak dolní kulminace probíhá 16. září. Sousedí se souhvězdími Draka, Žirafy, Rysa, Malého lva, Lva, Vlasů Bereniky, Honicích psů a Pastýře. Je to třetí největší souhvězdí na obloze (větší jsou jen Hydra a Panna).
Souhvězdí leží daleko od pásu Mléčné dráhy a kromě mnoha galaxií se v něm ukrývá i výrazná planetární mlhovina, které se říká Soví mlhovina (Messier 97). Nejjasnějšími galaxiemi v tomto souhvězdí, které jsou viditelné i pomocí triedru, jsou Messier 81, Messier 82 a galaxie Větrník (Messier 101).

## Původ jména
Velká medvědice byla jedním ze 48 souhvězdí popsaných Ptolemaiem. Aristoteles uvedl toto souhvězdí ve své Metafyzice, přičemž hájil názor, že k tomuto souhvězdí nepatří pouze sedm hvězd Velkého vozu, ale hvězd dvanáct. Velká medvědice je jedno z nejznámějších souhvězdí, zmiňované osobnostmi jako byli např. Homér, Spenser, Shakespeare, Tennyson, a Bertrand Cantat. O tomto souhvězdí se také zmiňuje finský epos Kalevala a malíř Vincent van Gogh zahrnul jeho hvězdy do svého plátna „Hvězdná noc nad Rhônou“. Hvězdy tohoto souhvězdí jsou také popsány ve Starém zákoně v knize Jób.
V tomto souhvězdí si představovalo medvěda mnoho civilizací. V jedné báji společně se sousedním Malým medvědem tvoří základ mýtu o Kallistó. Princezna Kallistó zaujala nejvyššího boha Dia tak, že se rozhodl zmocnit se ji násilím. Z jejich spojení se narodil syn, který dostal jméno Arkas. Diova žárlivá manželka, Héra, se rozhodla pomstít a proměnila Kallistó v medvědici, která byla nucena toulat se po lesích. O mnoho let později se Arkas, který zatím vyspěl v mladého muže, jednoho dne vydal, jako již vícekrát, se svými přáteli do lesů na lov divoké zvěře. Zde natrefil na svou změněnou matku, která když ho spatřila, chtěla ho obejmout. Arkas proti ní napřáhl v obraně oštěp. Aby zabránil matkovraždě a protože nemohl zrušit předchozí čin jiného boha, proměnil Zeus Arkase také v medvěda a spolu s Kallistó ho přenesl na oblohu. Podle jiného výkladu představuje Arkase souhvězdí Pastýře, kterak s Honicími psy žene Velkou medvědici.
Podle jiné verze mýtu Zeus oba medvědy vyhodil na oblohu, když je předtím chytil za ocasy. Proto je mají Velká medvědice i Malý medvěd tak dlouhé. Protože se však Héra odmítla smířit s takovým řešením, vymohla si na Tethydě a Okeanovi alespoň to, že si ani jeden z medvědů nemohou odpočinout v chladivých vlnách oceánu, ale musí stále putovat noční oblohou kolem severního pólu.
Protože medvědi nemají dlouhý ocas, bylo často spekulováno, že Alioth, Mizar a Alkaid jsou tři medvíďata následující svou matku nebo tři lovci. V Bibli (v knize Jób 9:9 a 38:32) je toto souhvězdí uváděno spolu s Orionem a Plejádami (Velká medvědice byla přeložena v české bibli jako lev – ekumenické vydání z roku 1985, zatímco ve Vulgátě jako Arcturus).
Dříve však viděli Řekové v jasných hvězdách tohoto souhvězdí zlatá jablka (3 jasné hvězdy v ocasu) rostoucí na stromě (někdy představovaném slabšími hvězdami ve zbytku souhvězdí). V souhvězdí Malého medvěda byly viděny Hesperidky, Nymfy, které měly za úkol ona jablka hlídat a zkomplikovaly tak jeden ze dvanácti úkolů řeckého hrdiny Hérakla. Tyto dvě skupiny hvězd společně s Váhami, Pastýřem a Drakem mohli být tedy inspirovány mýtem o zlatých jablkách, která zajišťovala věčné mládí.
Irokézové interpretovali Alioth, Mizar a Alkaid jako tři lovce sledující velkou medvědici. Podle jedné z verzí jejich mýtu první lovec (Alioth) nese luk a šípem zasáhne medvěda. Druhý lovec (Mizar) nese na svých ramenou velký hrnec na vaření medvěda zatímco třetí lovec (Alkaid) vleče hromadu dříví na rozdělání ohně pod hrncem. Medvěda si v tomto sektoru oblohy představovali také Sumerové, Babyloňané, Asyřané, Peršané, Féničané a národy v severní Asii. Odtud se patrně představa medvědice přenesla k indiánům do Severní Ameriky.
V barmštině je Pucwan Tārā název souhvězdí, které zahrnuje hvězdy hlavy a předních tlap Velké medvědice. Pucwan je přitom obecný termín pro kraby, garnáty, krevety a humry. V hinduistické mytologii je sedm nejjasnějších hvězd souhvězdí ztotožněno se sedmi mudrci a souhvězdí se nazývá Saptarshi Mandalam. Kyrgyzové viděli ve Velkém vozu sedm vlků. Arabové zase měli za to, že skříň vozu je rakev za kterou kráčí tři plačící ženy. Římané pro změnu ve Velkém vozu rozpoznávali sedm volů, neustále putujících kolem světového pólu.

## Hvězdy ve Velké medvědici

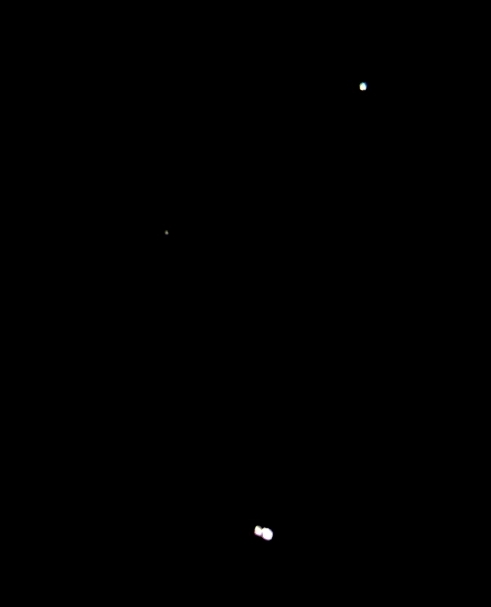
Systém kolem hvězdy Mizar

Velká část hvězd v tomto souhvězdí patří k otevřené hvězdokupě Collinder 285, která je vzdálená asi sedmdesát světelných let (ly). Collinder 285 se pohybuje prostorem rychlostí asi 14 km/s směrem k souhvězdí Střelce. Souhvězdí se často mylně nazývá Velký vůz, což je ovšem pouze asterismus tvořený sedmi nejjasnějšími hvězdami Velké medvědice – Merak, Phecda, Megrez, Alioth, Mizar, Alkaid a Dubhe.
Alfa Ursae Majoris má název Dubhe. Je to žlutý obr, který je od Slunce vzdálený 124 ly a dosahuje jasnosti 1,9 mag. Dubhe je fyzická dvojhvězda (slabší hvězda má jasnost 4,5 mag). Beta Ursae Majoris (Merak) je modrobílá hvězda hlavní posloupnosti, která má jasnost 2,3 mag a od Slunce je vzdálená 79 ly. Hvězdy Merak a Dubhe jsou pomůckou při hledání severního nebeského pólu. Pokud je protažena pomyslná čára mezi těmito dvěma hvězdami narazíme přímo na Polárku. Oběma hvězdám se proto říká Ukazatelé. Pokud pokračujeme ve spojnici dále, narazíme do souhvězdí Kasiopeji. Phecda (gama Ursae Majoris) je bílá hvězda hlavní posloupnosti, která má jasnost 2,4 mag. Od Slunce je vzdálená 84 ly. Delta Ursae Majoris neboli Megrez má jasnost 3,3 mag a leží ve vzdálenosti 81 ly. Je to nejslabší hvězda Velkého vozu. Alioth je epsilon UMa (Ursae Majoris). Je to modrobílá hvězda o jasnosti 1,77 mag, je tedy nejjasnější ve Velké medvědici. Je vzdálená 81 ly. Hvězda Mizar zeta UMa tvoří s hvězdou Alkor optickou dvojhvězdu. Mizar je hvězda hlavní posloupnosti vzdálená 87 ly od Slunce. Má jasnost 2,27 mag. Alkor je o šest světelných roků blíže Slunci než Mizar. Kromě Alkoru se však u Mizaru nachází ještě jeho další průvodce – třetí hvězda, označená jako Mizar B. Má jasnost 4,0 mag, je ale tak blízko Mizaru, že je viditelná pouze dalekohledem. Zvláštností pak je, že každá z těchto tří hvězd je dvojhvězdou. Mizar je tedy šestihvězdou. Alkaid (Eta UMa) má jasnost 1,86 mag a je vzdálená 101 ly. Je to modro-bílá hvězda hlavní posloupnost, která také nepatří do hvězdokupy Collinder 285.

### Exoplanety

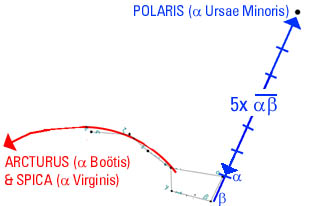
Pomocí Velkého vozu se dá najít Polárka, nebo například hvězda Arcturus.

Hvězda 47 Ursae Majoris o jasnosti 5,1 mag a vzdálenosti 46 ly byla třetí hvězdou, u které byla objevena extrasolární planeta. Dnes známe již dvě planety, které obíhají tuto hvězdu. Hvězda Lalande 21185 je červený trpaslík, která má jasnost 7,5 mag, lze ji tedy najít alespoň za pomoci triedru. Tato hvězda je nejjasnějším červeným trpaslíkem na severní obloze. Podobně jako 47 UMa, také tuto hvězdu obíhají přinejmenším dvě exoplanety.

### Orientace pomocí Velké medvědice
Kromě Polárky jde za pomoci hvězd Velké medvědice najít také další významné hvězdy. Hvězdy oje Velkého vozu míří ke čtvrté nejjasnější hvězdě na obloze, stálici Arcturus v souhvězdí Pastýře, a dále k hvězdě Spica, nejjasnější hvězdě souhvězdí Panny. Spojnice hvězd Megrez a Dubhe míří přímo ke Capelle, nejjasnější hvězdě v souhvězdí Vozky. Spojnice Megrez – Merak míří do souhvězdí Blíženců, ke hvězdě Castor. Spojnice Megrez – Phecda míří do souhvězdí Lva, ke hvězdě Regulus. Nejzajímavější zvláštností hvězd Velké medvědice, je jejich vlastní pohyb. Pět z nich (beta, gama, delta, epsilon a zeta UMa) se dokonce pohybuje stejným směrem i rychlostí. tento pohyb je způsoben tím, že jsou členy již zmíněné hvězdokupy. Ale třeba hvězda Dubhe nebo Alkaid jsou mimo hvězdokupu a pohybují se jiným směrem i jinou rychlostí.

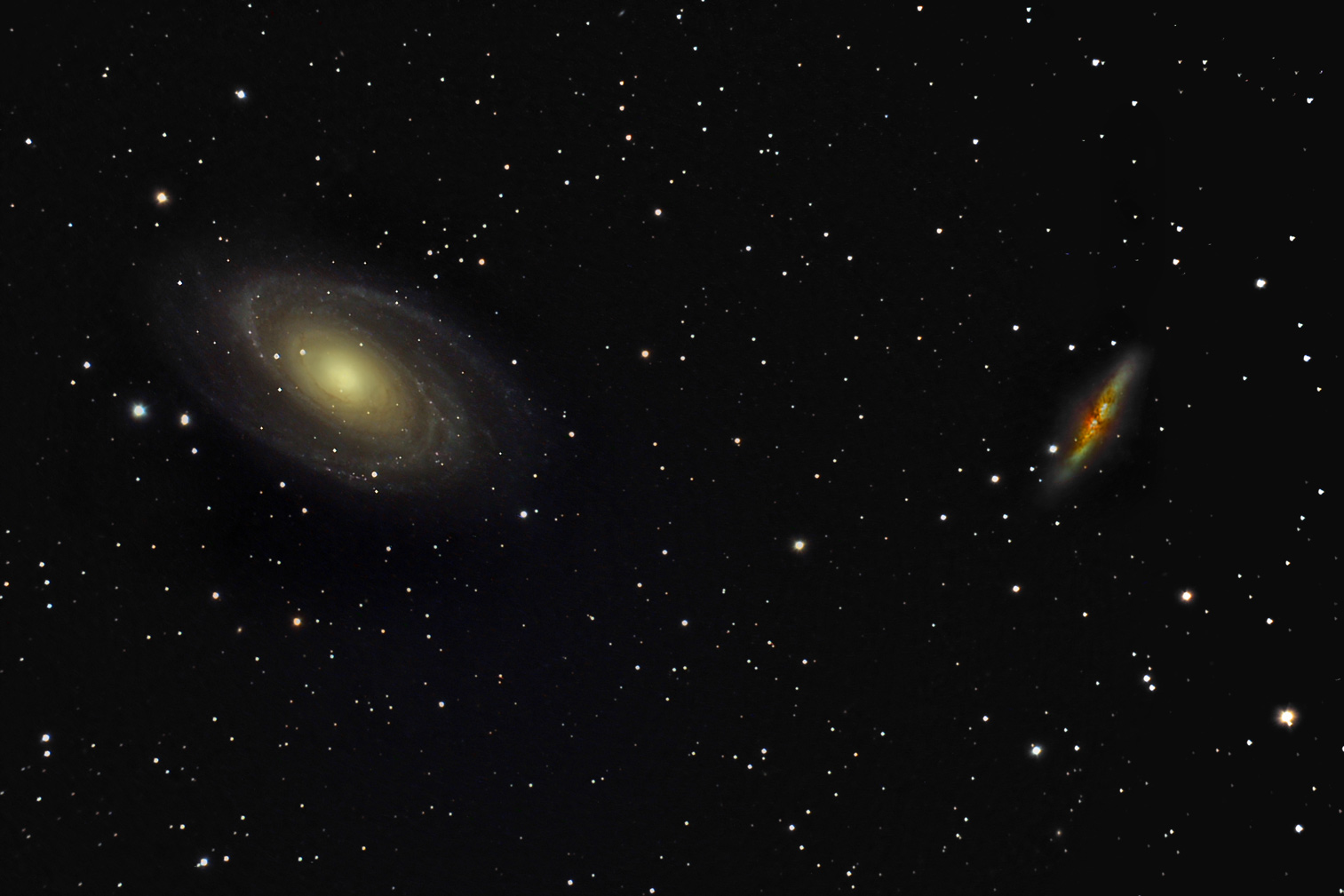
M81 (vlevo) a M82 (vpravo). NGC 3077 by se nacházela nad horním okrajem snímku. Autor: Scott Anttila.

## Objekty vzdáleného vesmíru
Velká medvědice je domovem 410 objektů, které jsou popsány v katalogu NGC a naprostá většina z nich jsou galaxie. Sedm z těchto objektů zavedl do svého katalogu i Charles Messier, který do svého katalogu zahrnul i jednu dvojhvězdu. Ta nese označení Messier 40 a od Země je vzdálená 450 ly.
Pouhým okem ji však nespatříme, neboť má jasnost 8,4 mag. Messierův objekt číslo 97, známý také jako Soví mlhovina, je planetární mlhovina, která je od Slunce vzdálená asi 2 600 ly. Má jasnost 9,9 mag a dá se spatřit i jen s pomocí menšího dalekohledu.

### Galaxie
Ve Velké medvědici je velké množství galaxií, z nichž několik je tak jasných, že jsou vidět i malými amatérskými dalekohledy. Jednou z nich je Messier 81, která je nejjasnější galaxií ve Velké medvědici, má jasnost 6,5 mag a můžeme ji vidět již malým triedrem. Od Mléčné dráhy je vzdálená 12 milionů ly. Poblíž ní se nachází méně jasná galaxie Messier 82, která má jasnost 8,4 mag. Obě galaxie nazýváme Bodeho galaxie a jsou nejjasnějšími členy skupiny galaxií, která se nazývá skupina galaxií M 81.

Galaxie Větrník

Dalším Messierovým objektem je galaxie Větrník (Messier 101). Tato galaxie je od té Naší vzdálená 23 milionů ly a na obloze má jasnost 7,7 mag. Je hlavním členem skupiny galaxií M 101.
Messier 108 je spirální galaxie, která má jasnost 9,9 mag, je vzdálená 31 milionů ly a je osamělým členem skupiny galaxií Velká medvědice. Spirální galaxie Messier 109 má jasnost 9,8 mag a vzdálenost asi 55 milionů ly. Je nejjasnějším členem skupiny galaxií M 109, kam patří i podobně jasná galaxie NGC 3953.
Malým dalekohledem je viditelná i čočková galaxie NGC 2768, která se řadí mezi Seyfertovy galaxie a od Země je vzdálená přibližně 72,4 milionů ly. Dále pak osamělá vločková spirální galaxie NGC 2841, která také patří mezi Seyfertovy galaxie a od je Země vzdálená 47,6 milionů ly. Pomocí malého dalekohledu by měla být vidět i spirální galaxie NGC 3184, která je k Zemi natočená čelem. NGC 3198 je spirální galaxie s příčkou a pomocí pozorování 52 cefeid byla její vzdálenost odhadnuta na 47,3 milionů ly.
Malým dalekohledem se dá spatřit i eliptická galaxie NGC 5322, která se díky aktivnímu galaktickému jádru řadí mezi Seyfertovy galaxie. Od Země je vzdálená přibližně 104 milionů ly.
Spirální galaxie NGC 2857 je k Zemi natočená čelem a je zajímavá tím, že je první položkou katalogu zvláštních galaxií. Od Země je vzdálená 238 milionů ly a má průměr přibližně 125 tisíc ly.

### Skupiny galaxií

Spirální galaxie NGC 2403

Většina z výše zmíněných galaxií je součástí Místní nadkupy galaxií, která je tvořena několika desítkami větších či menších skupin galaxií. Součástí Místní nadkupy je také Místní skupina galaxií, do které patří i galaxie Mléčná dráha.
Skupina galaxií M 81 leží v západní části souhvězdí, celkem má asi 30 členů a se svou vzdáleností 12 milionů ly patří mezi k Zemi nejbližší skupiny.
Ústředním členem této skupiny je Messier 81 a na obloze ji doprovází typická hvězdotvorná galaxie Messier 82 a NGC 3077. Jak napovídá jejich vzájemná blízkost, všechny tři galaxie jsou k sobě gravitačně silně vázané a na rádiových snímcích této skupiny je vidět, že jednotliví členové jsou mezi sebou propojeni dlouhými pásy plynu. Díky malé vzdálenosti od Země je tato skupina na obloze poměrně rozlehlá a galaxie NGC 2403 už tak leží v sousedním souhvězdí Žirafy. NGC 2403 je podobně jasná jako Messier 82. Do této skupiny patří ještě například NGC 2976 a NGC 4236.
Skupině galaxií M 101, která leží naopak ve východním výběžku souhvězdí, vévodí druhá nejjasnější galaxie Velké medvědice – velká spirální Galaxie Větrník (Messier 101). Nedaleko od ní jsou na obloze další členové této skupiny: trpasličí galaxie NGC 5477 a dvě malé narušené spirální galaxie NGC 5474 a NGC 5585, jejichž nepravidelný tvar je pravděpodobně způsoben vzájemným působením mezi členy této skupiny.
Tato skupina je od Země vzdálena asi 25 milionů ly a v podobné vzdálenosti od Země se nachází i Skupina galaxií M 51 a Skupina galaxií NGC 5866, takže je možné, že tyto tři skupiny tvoří jedinou volně protaženou skupinu, přestože jiné výzkumy tyto skupiny považují za oddělené.

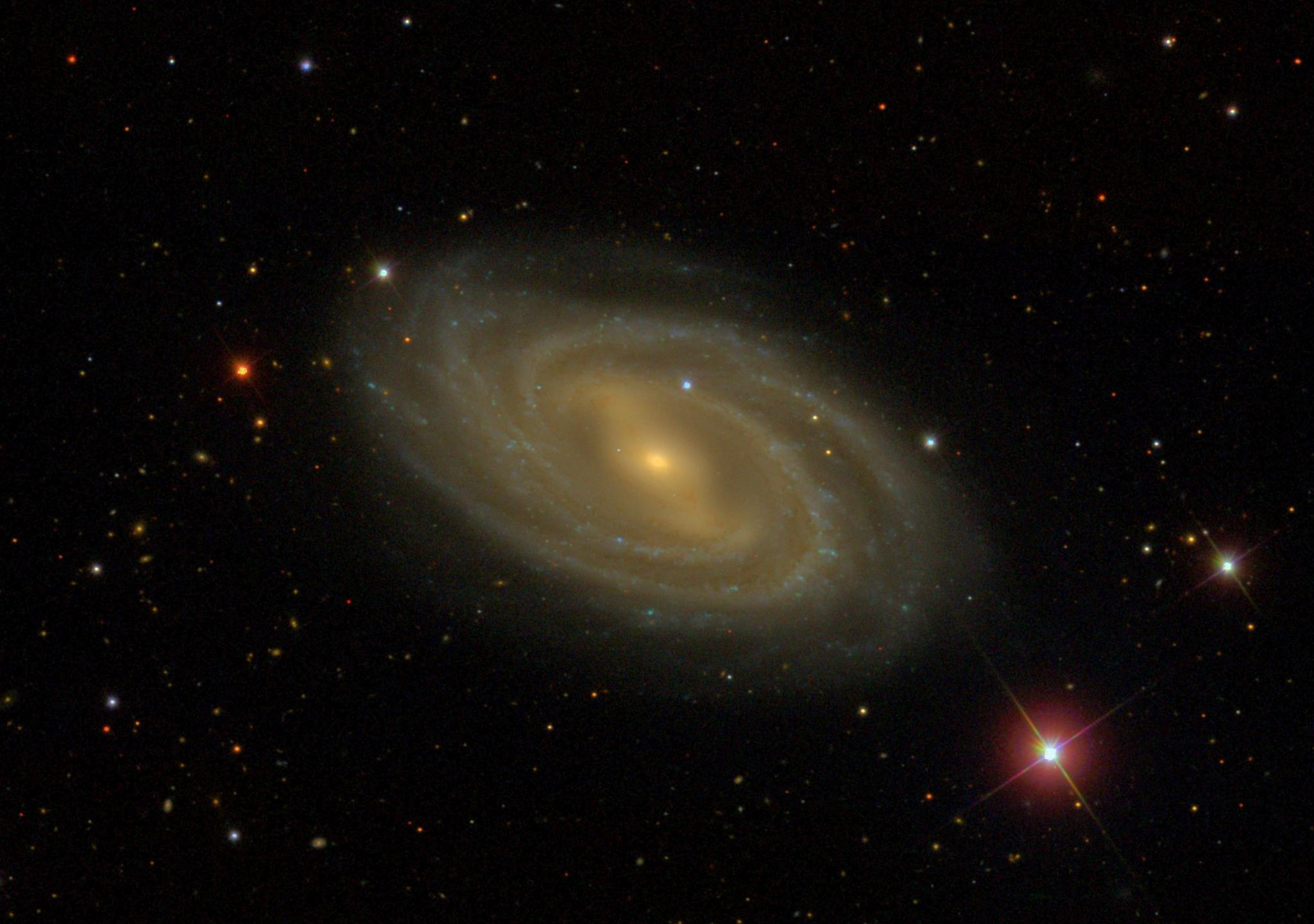
Spirální galaxie s příčkou M 109

Skupina galaxií Velká medvědice je bohatá skupina galaxií, jejíž střed je od Země vzdálen přibližně 55 milionů ly a kterou tvoří asi 60 velkých galaxií. Na obloze zabírá poměrně rozsáhlou část o rozloze 20 krát 10 stupňů. Skupina obsahuje hlavně spirální galaxie a zdánlivě je rozdělená na dvě zhruba stejně velké části, i když hranice mezi nimi není pevně daná a obě části jsou od Země přibližně stejně vzdálené. Severní část se někdy označuje jako skupina galaxií M 109 a v katalogu LGG dostala označení LGG 258. Jižní část je ve stejném katalogu označena LGG 269 a jejím hlavním členem je Seyfertova galaxie NGC 4051. Menším dalekohledem se dá v této skupině zahlédnout například čelem k Zemi natočená spirální galaxie NGC 3938 nebo naopak téměř z boku viditelná spirální galaxie NGC 4096. Tato galaxie leží blízko skupiny Honicích psů II, která s jižní částí sousedí na jihovýchodě, ale leží trochu blíže k Zemi.
Ve skupině galaxií M 109 lze malým dalekohledem zahlédnout kromě Messier 109 také dvě spirální galaxie s příčkou označené NGC 3726 a NGC 3953 a také narušenou spirální galaxii NGC 4088. Celkem tato skupina obsahuje asi 32 velkých galaxií.

### Galerie galaxií

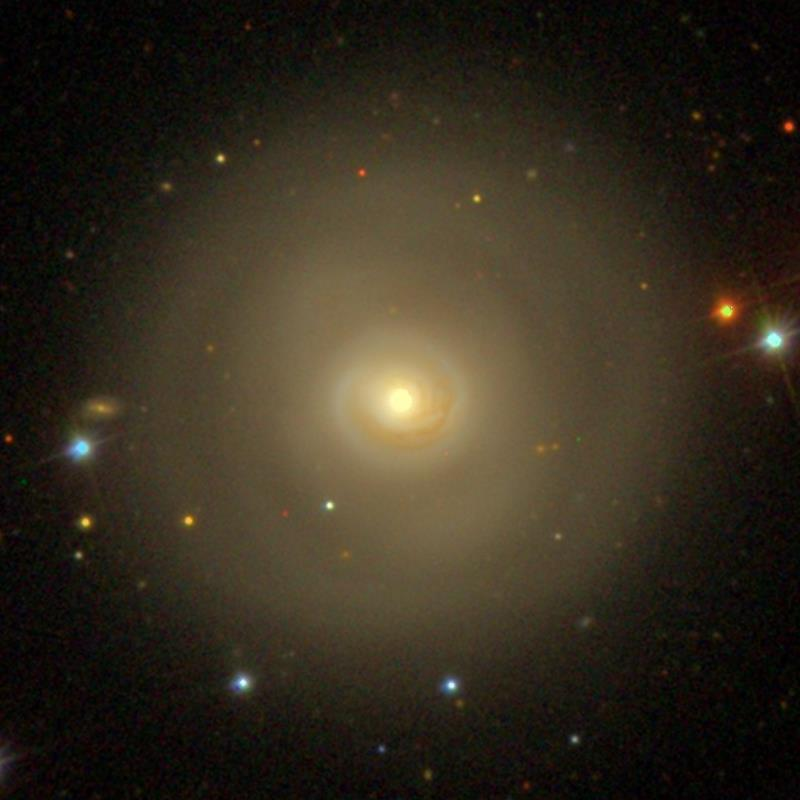
Čočková galaxie NGC 2681
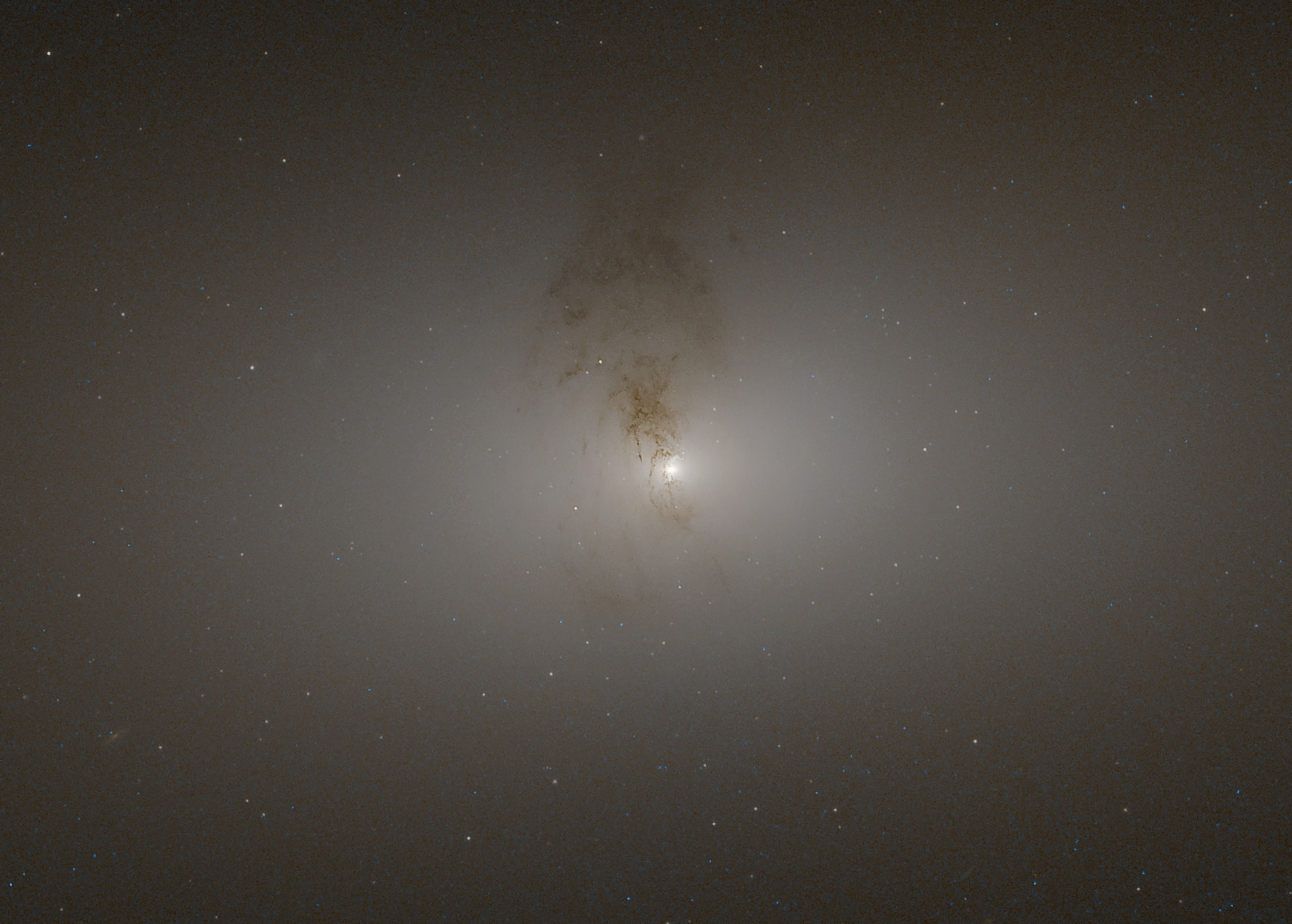
Čočková galaxie NGC 2768 s prachovými pásy
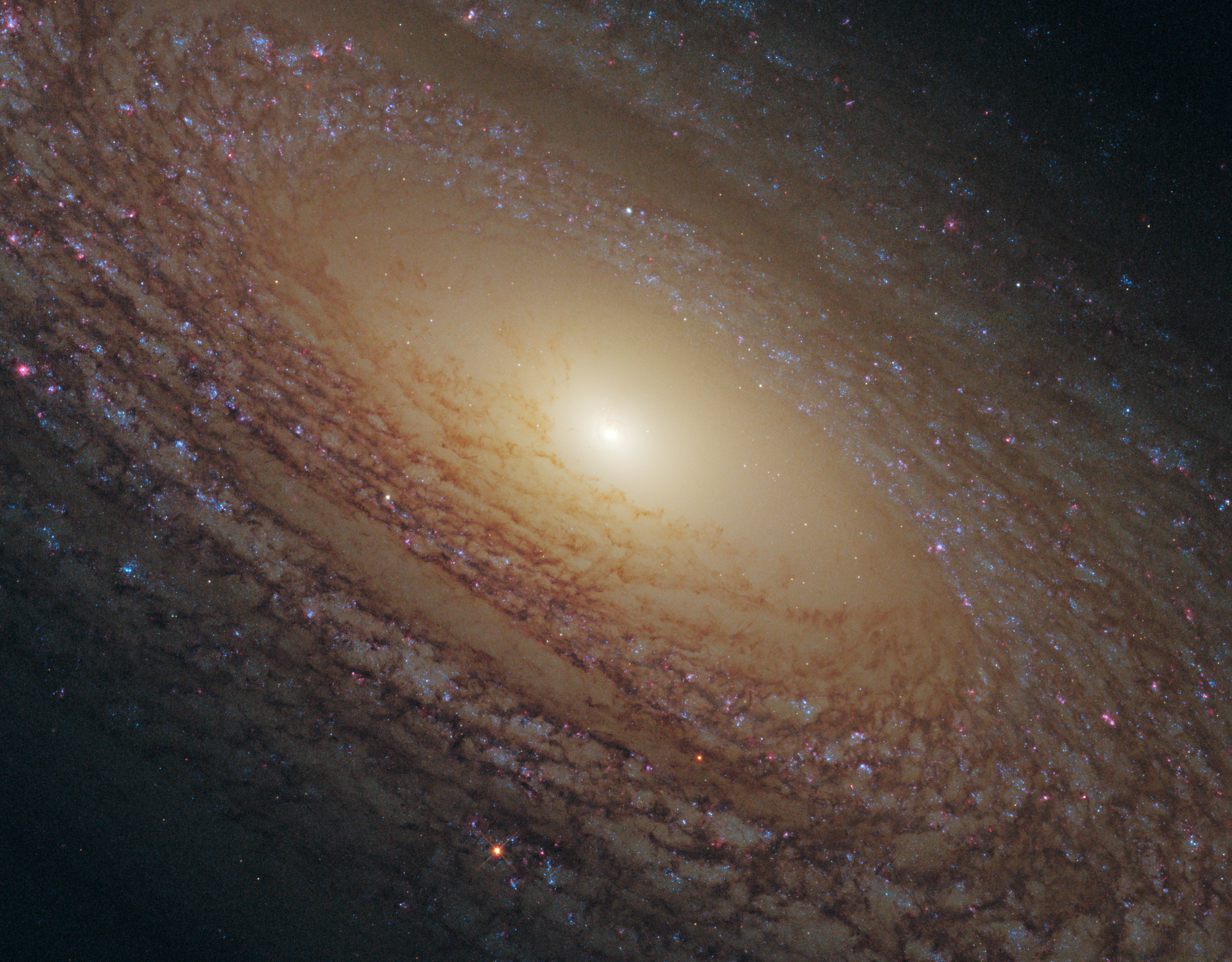
Vločková spirální galaxie NGC 2841
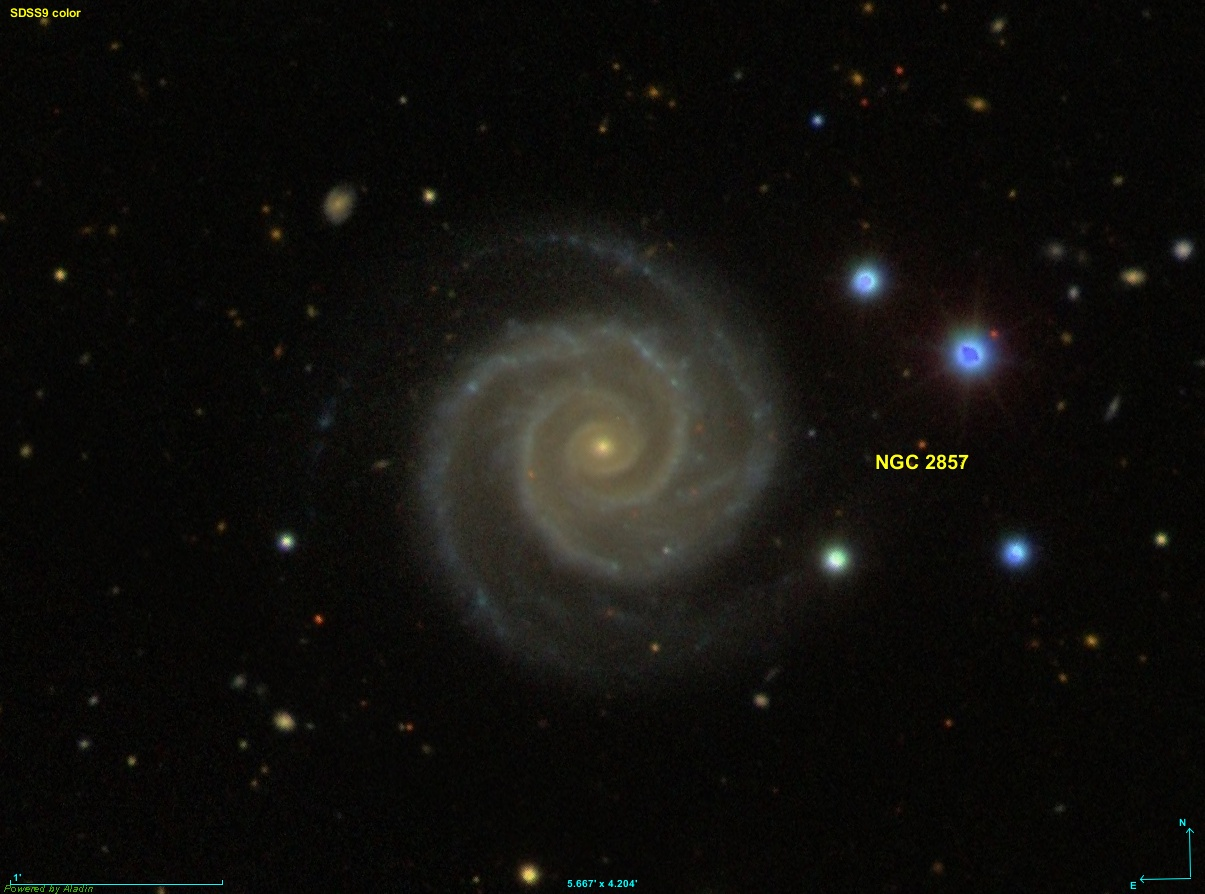
Spirální galaxie NGC 2857 s aktivním jádrem
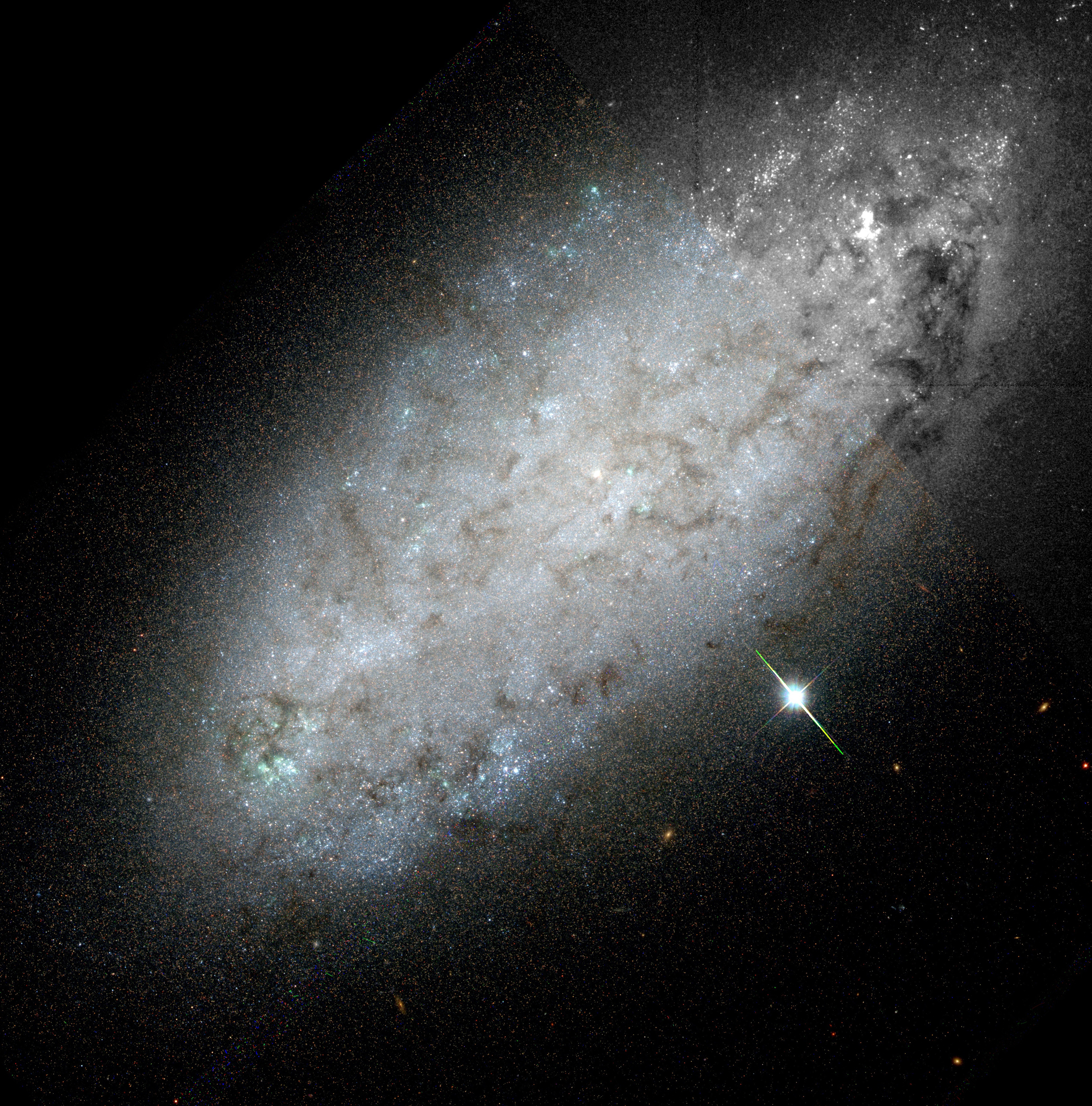
Pekuliární spirální galaxie NGC 2976
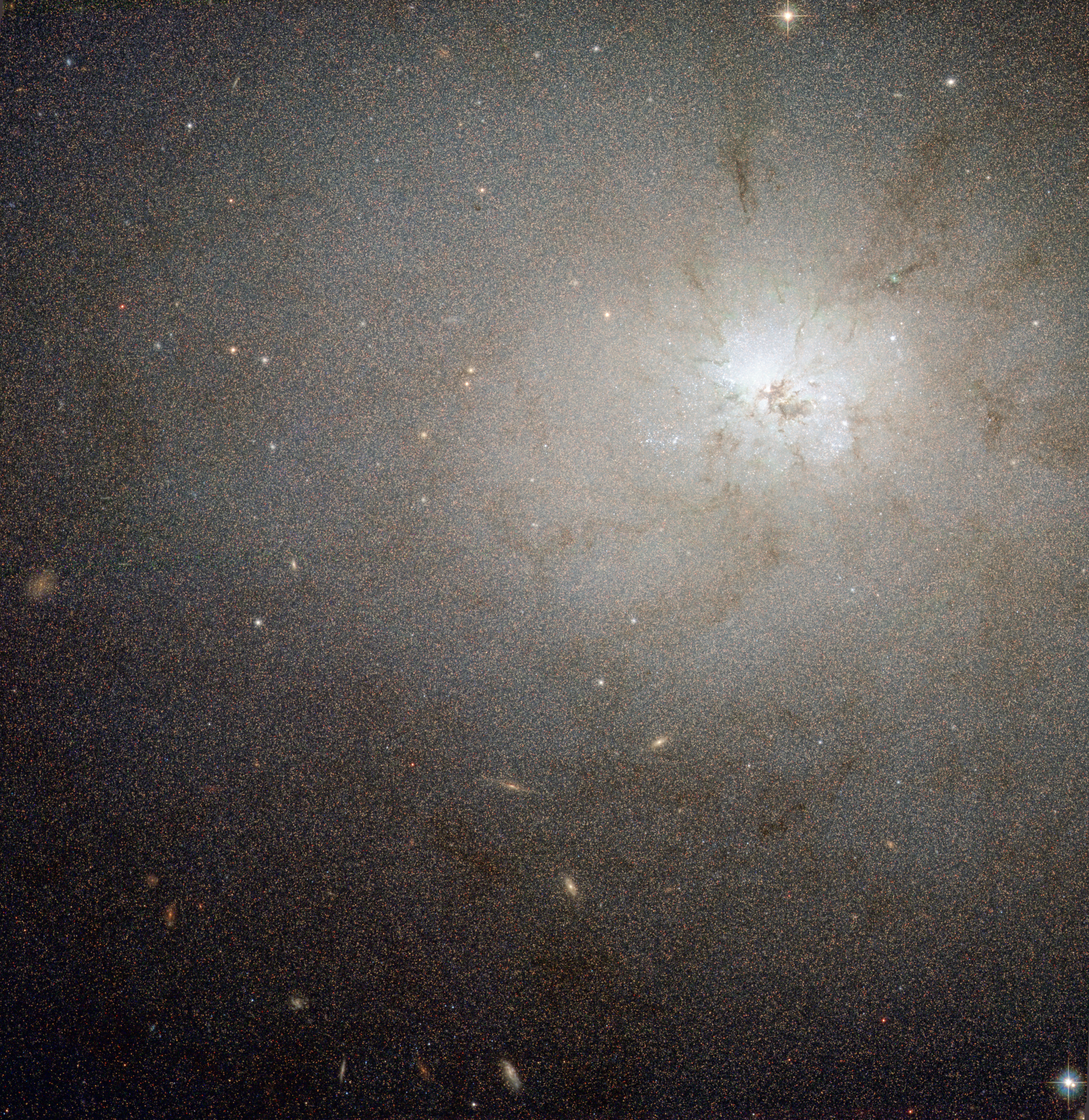
Pekuliární nepravidelná galaxie NGC 3077
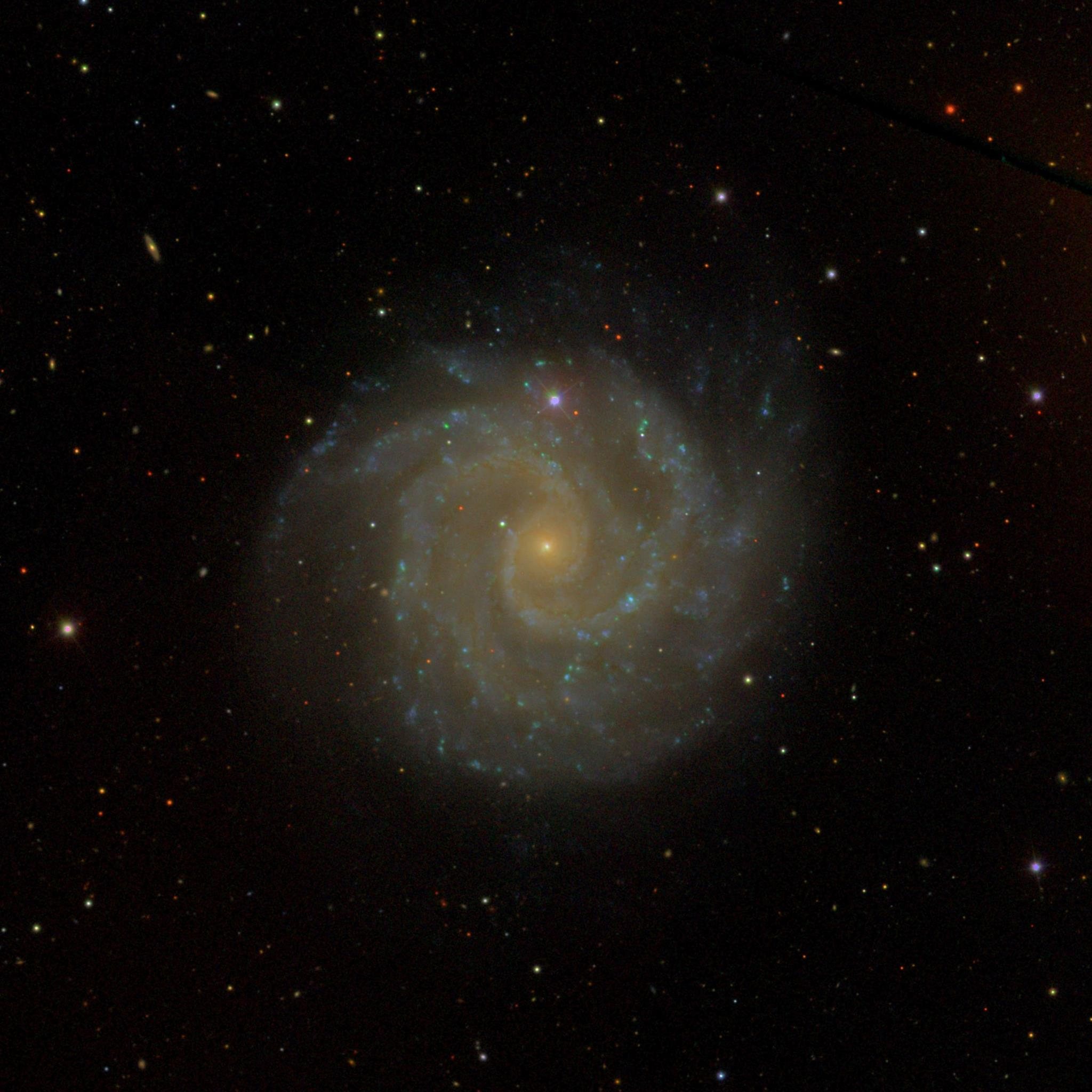
Spirální galaxie NGC 3184
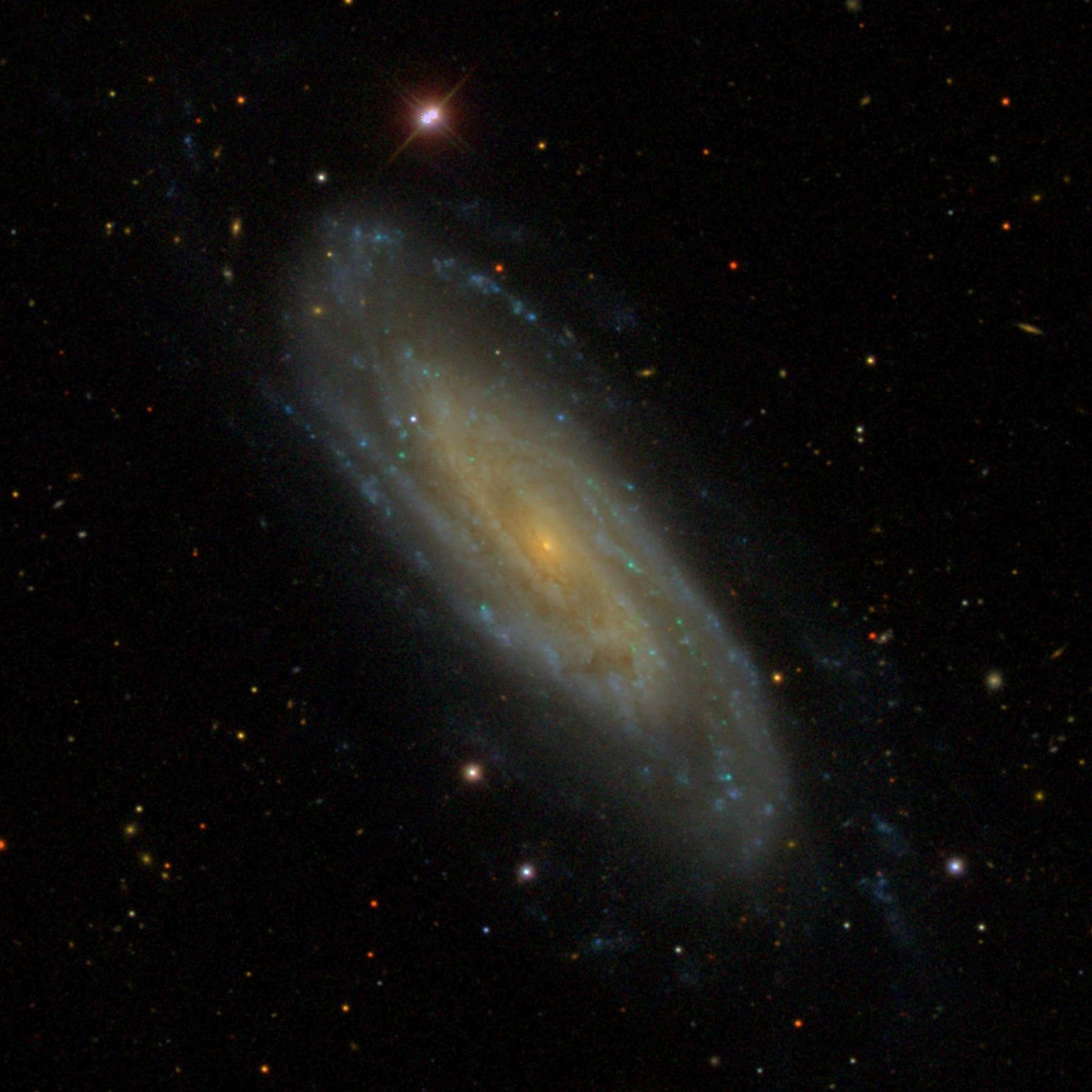
Spirální galaxie NGC 3198
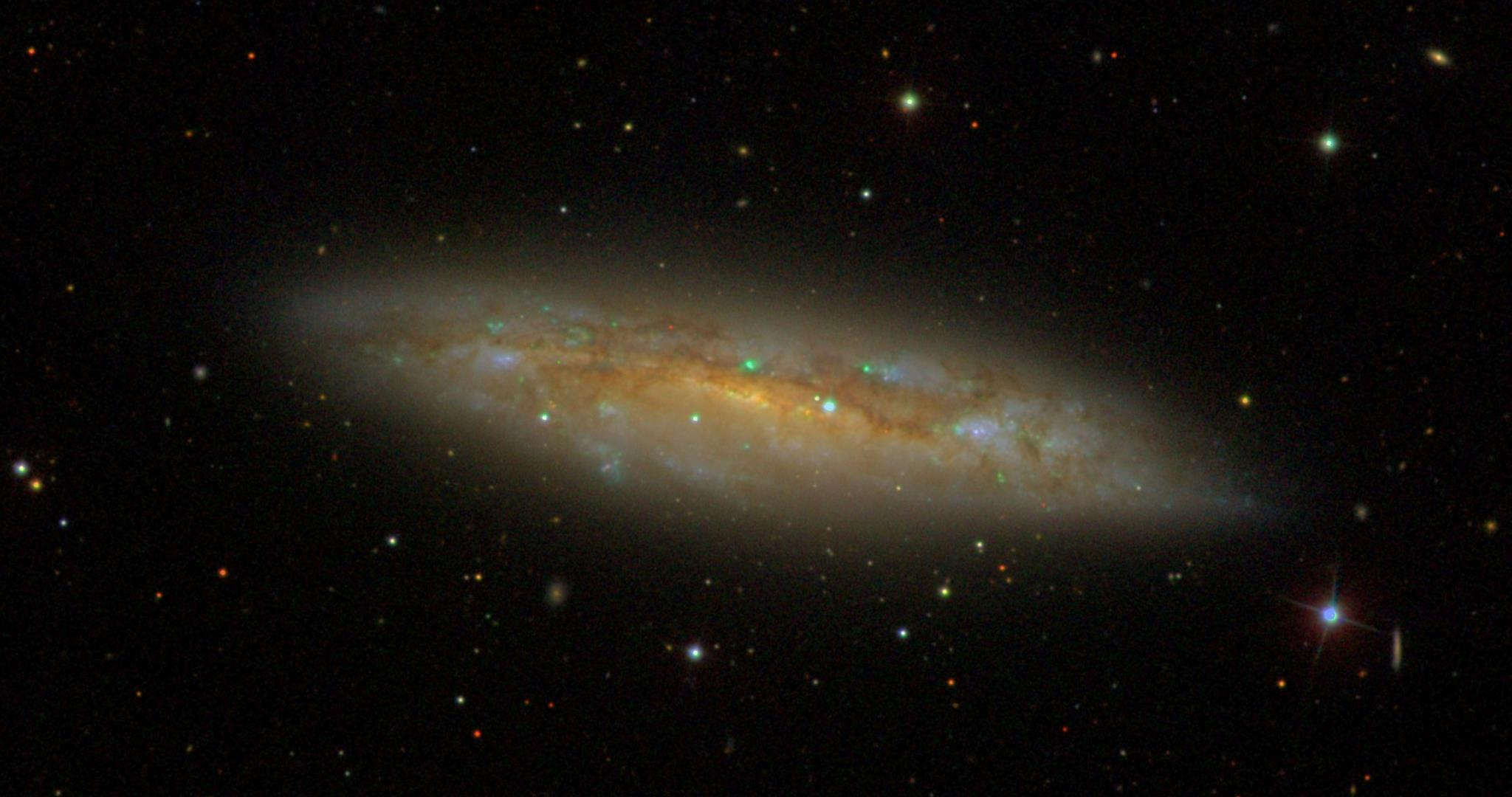
Z boku viděná spirální galaxie Messier 108
Spirální galaxie NGC 3631 se dvěma výraznými rameny
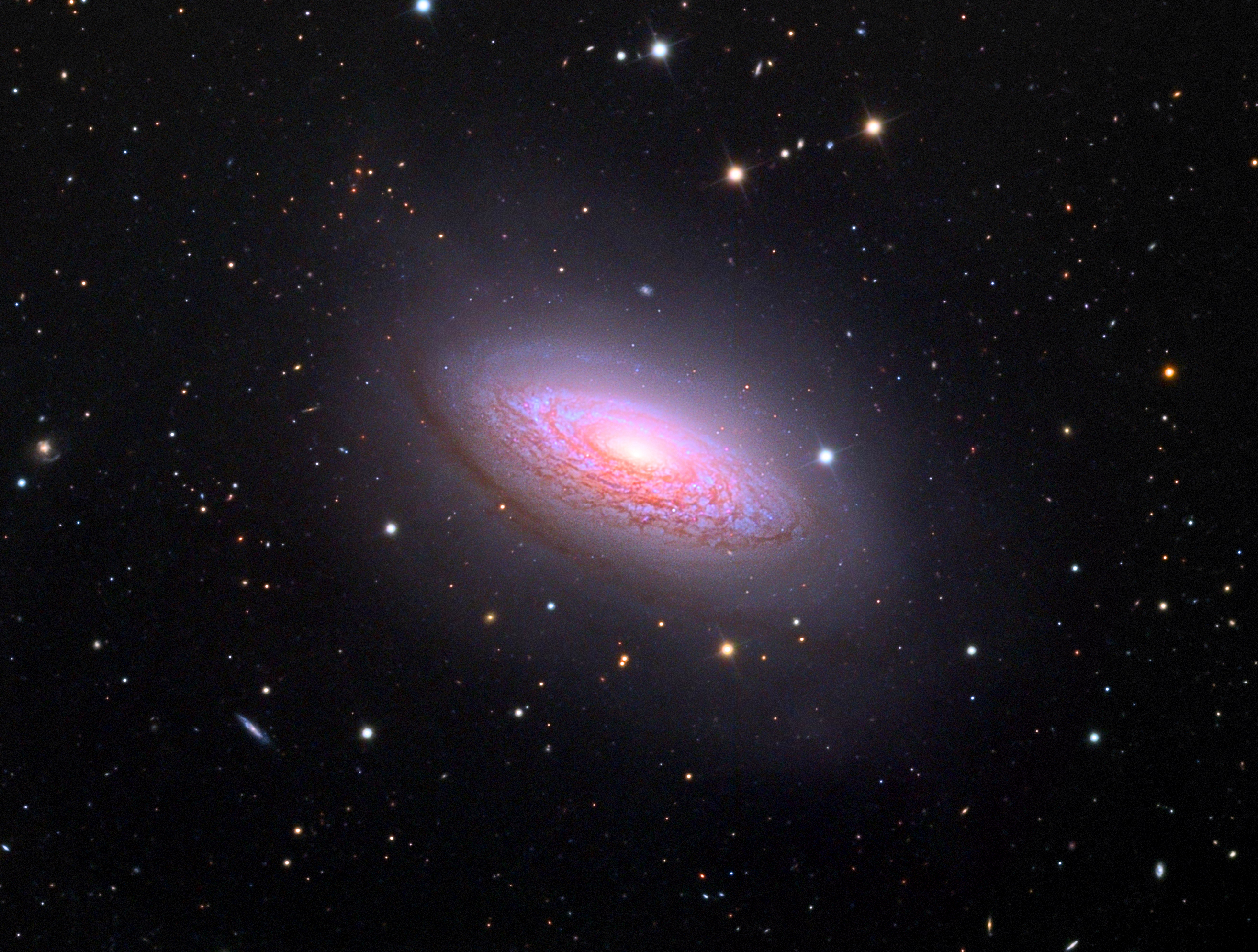
Spirální galaxie NGC 3675
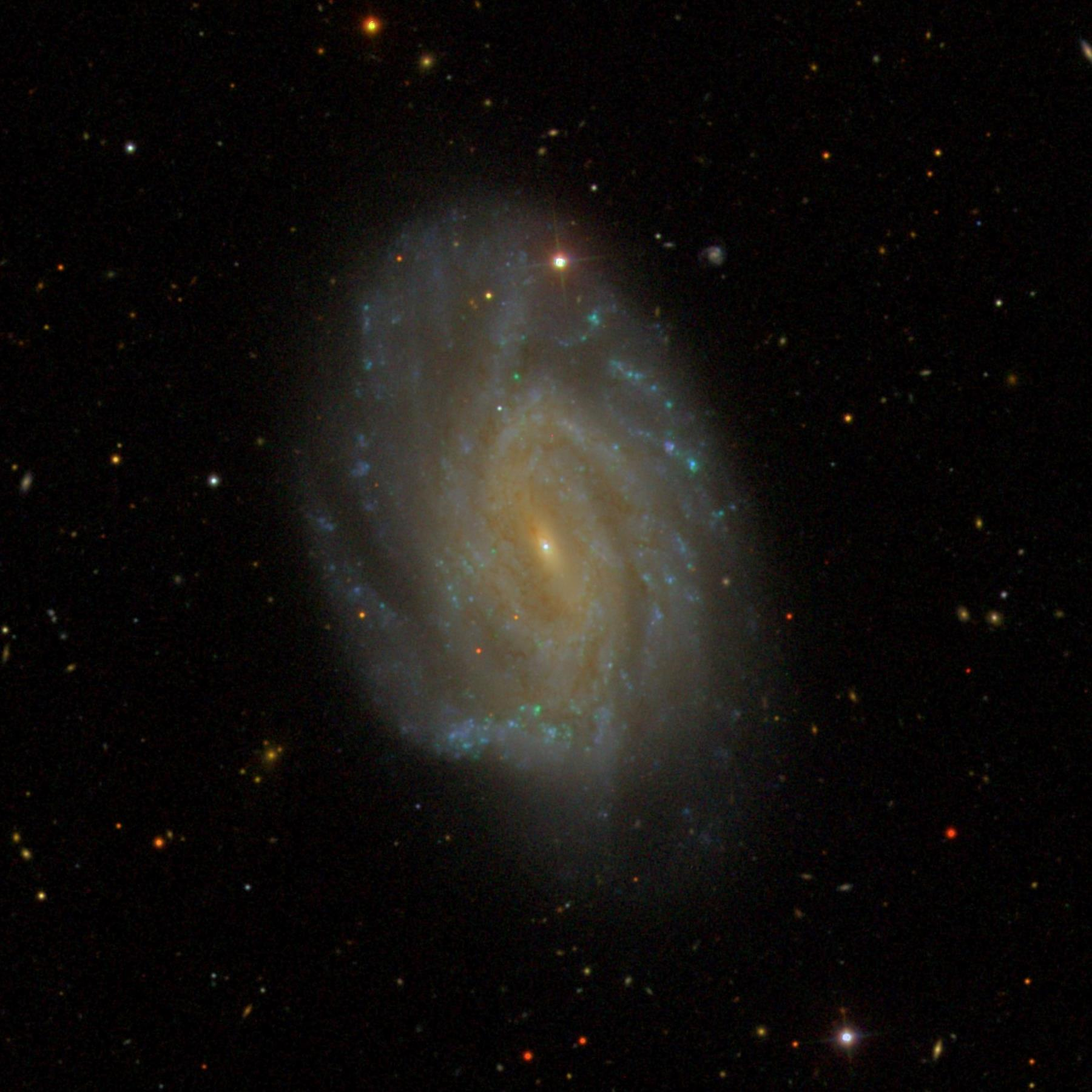
Spirální galaxie NGC 3726
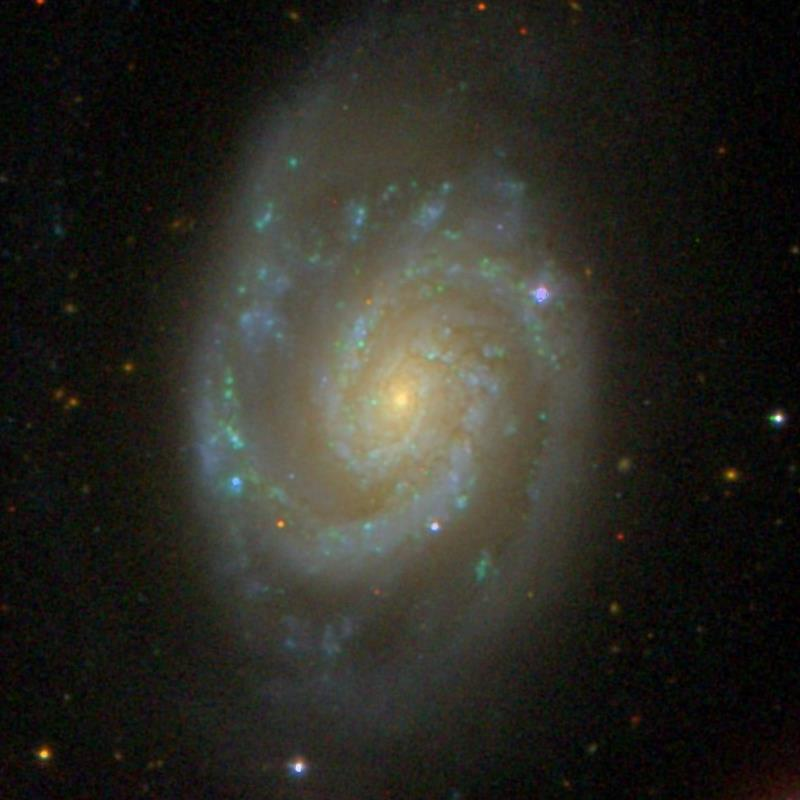
Interagující spirální galaxie NGC 3893
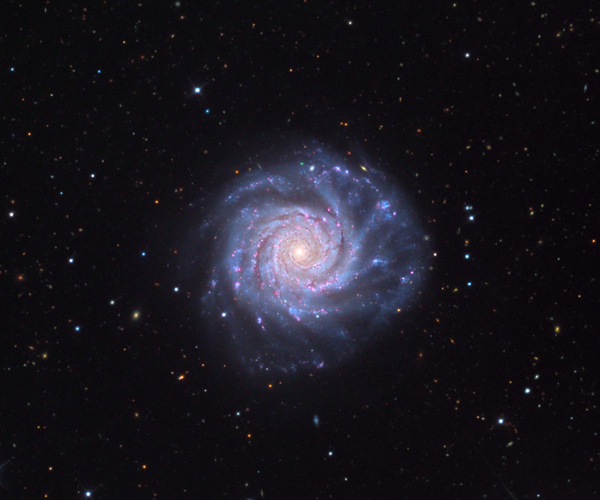
Spirální galaxie NGC 3938 se čtyřmi rameny
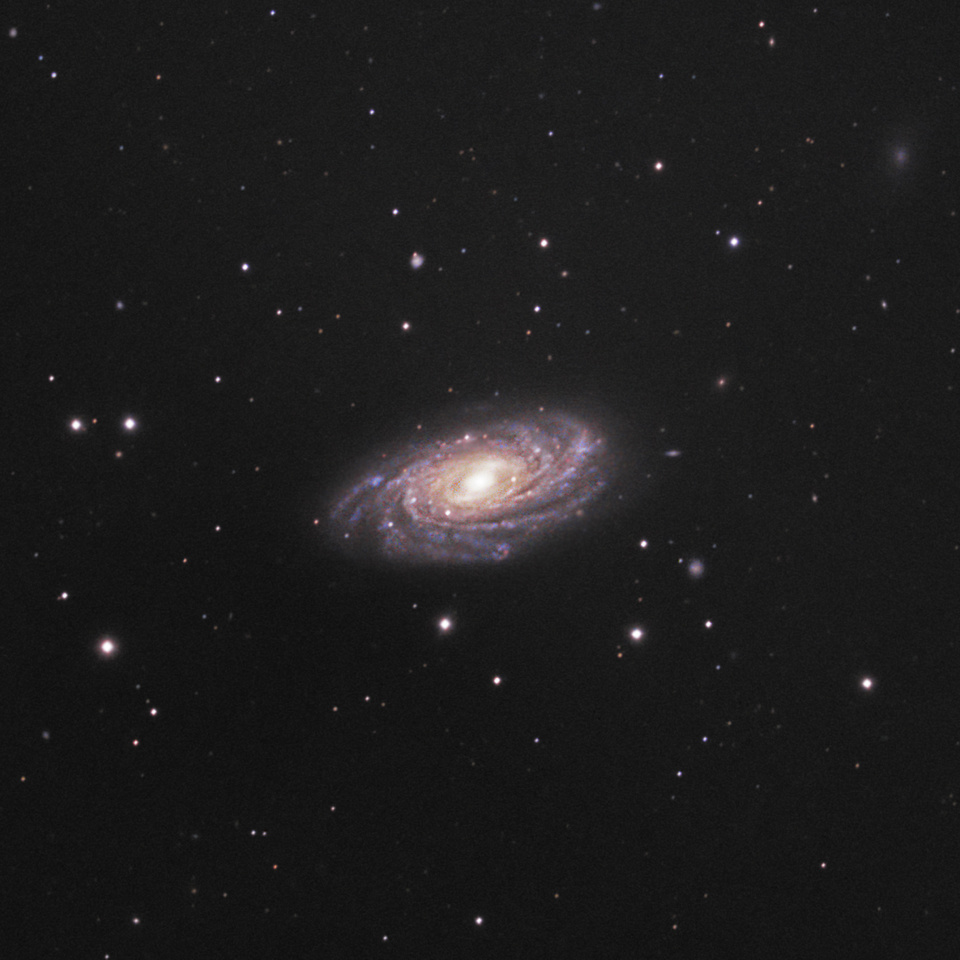
Spirální galaxie s příčkou NGC 3953
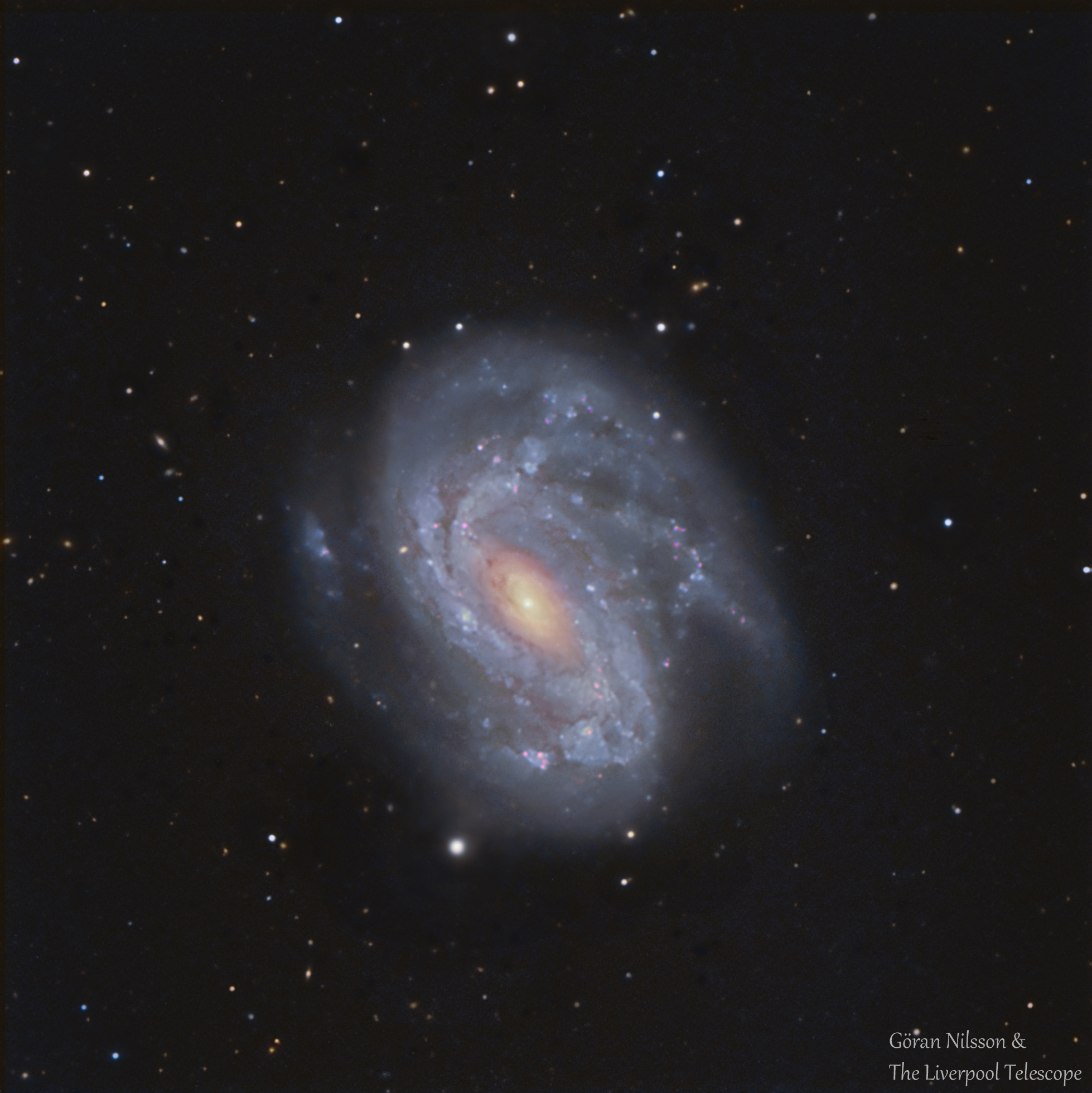
Seyfertova spirální galaxie NGC 4051
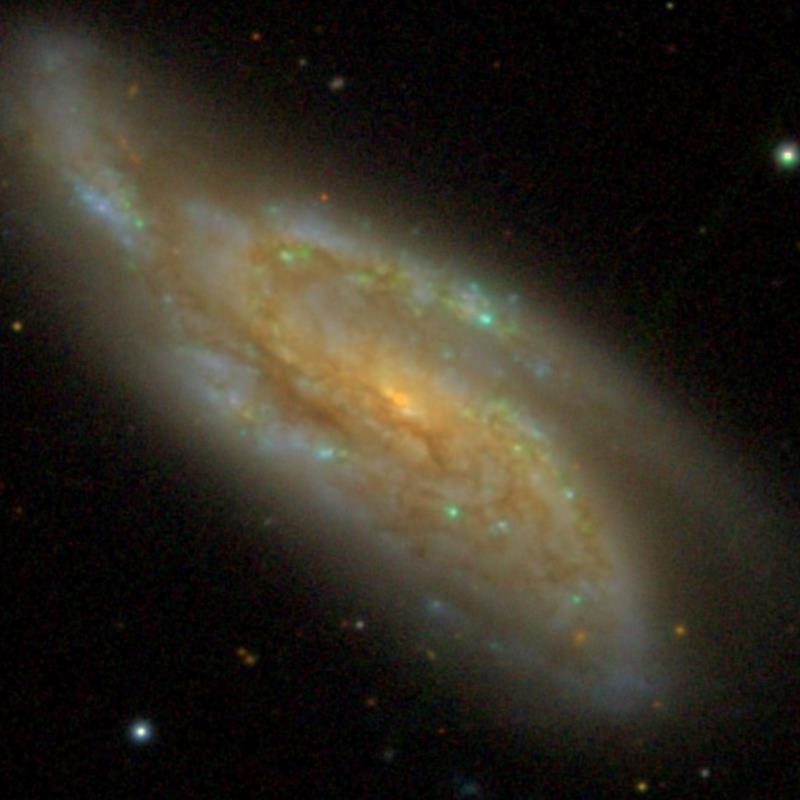
Interagující spirální galaxie NGC 4088
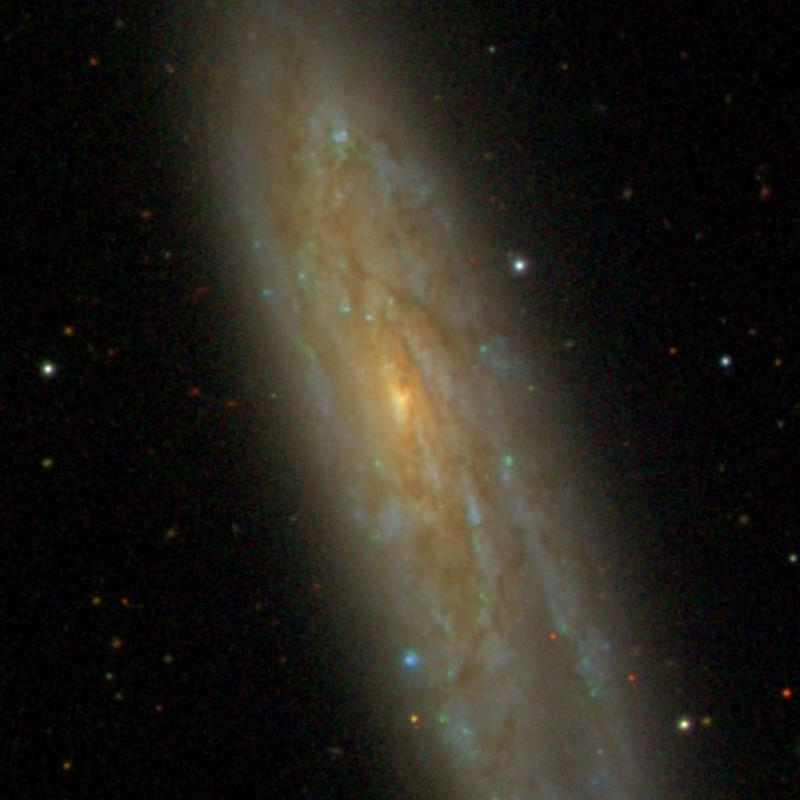
Téměř z boku natočená spirální galaxie NGC 4096
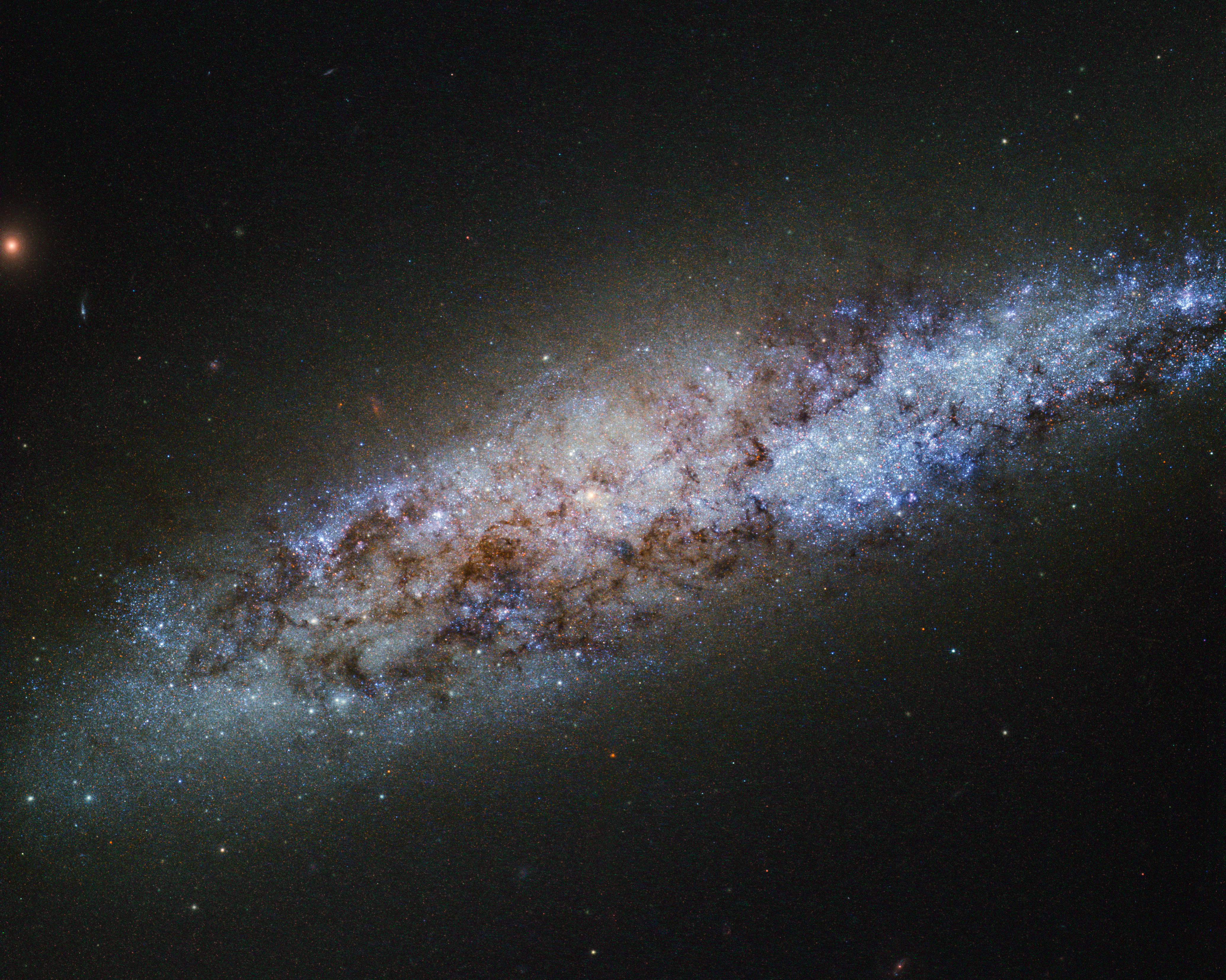
Trpasličí spirální galaxie NGC 4605
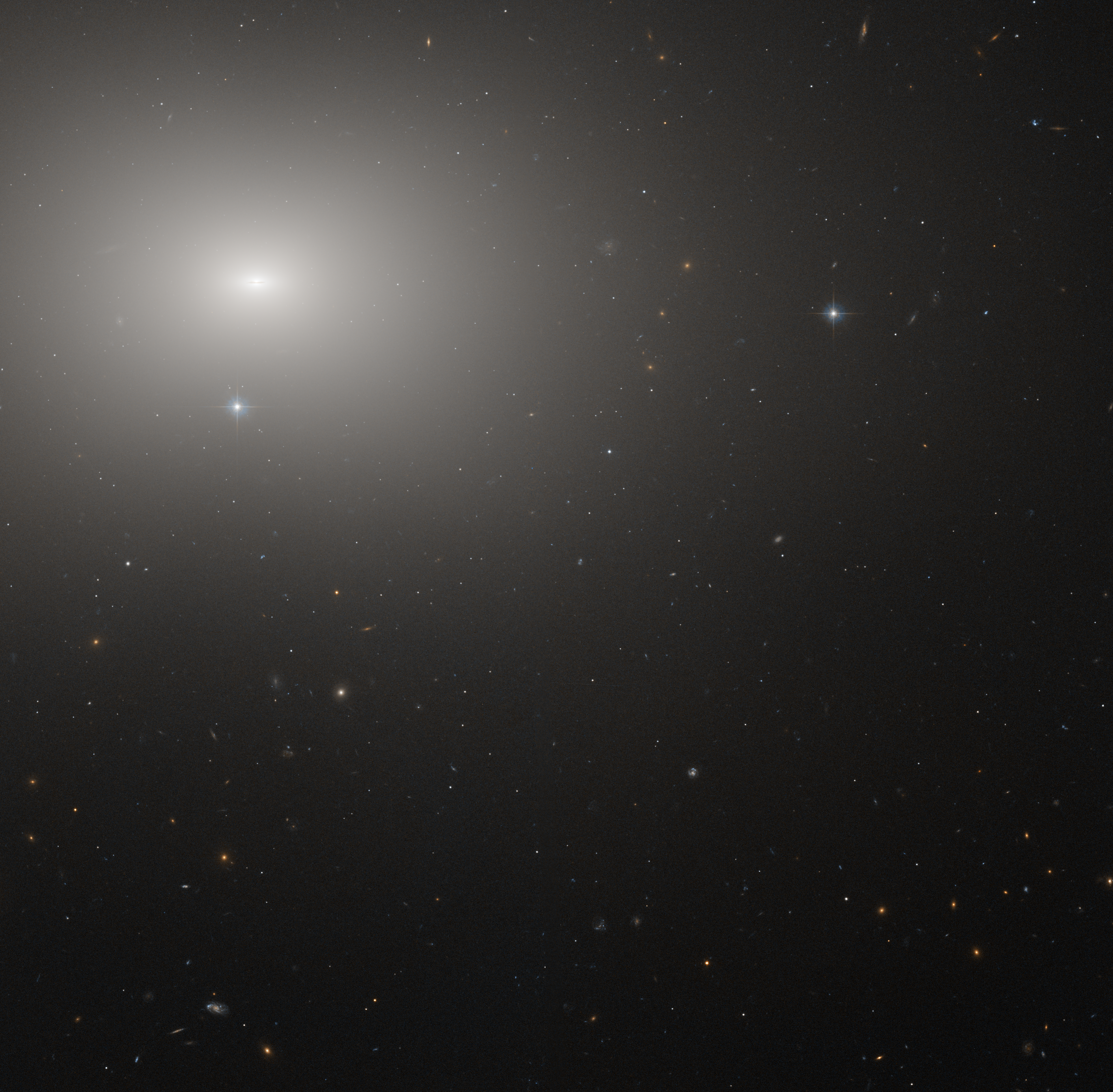
Seyfertova eliptická galaxie NGC 5322
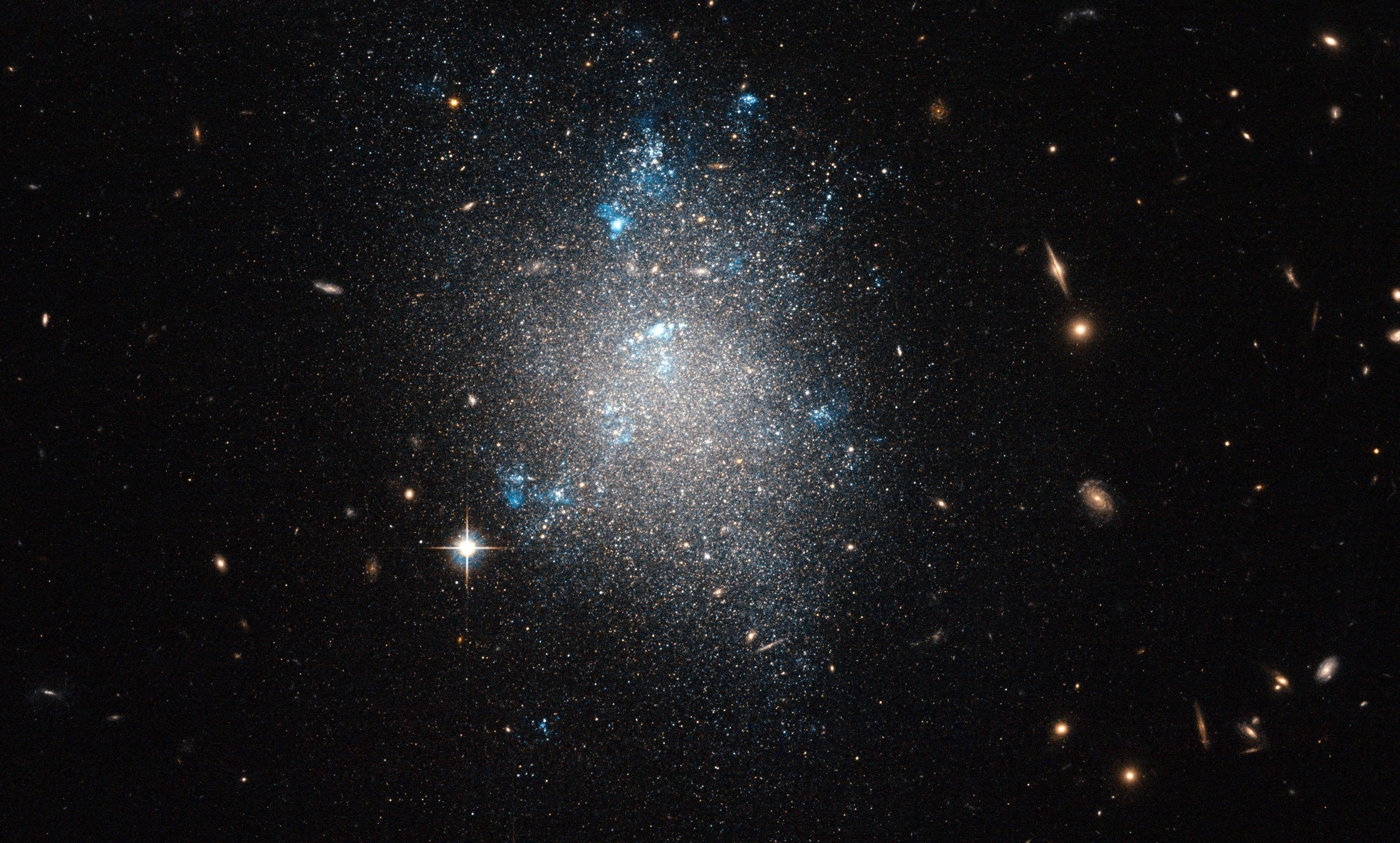
Trpasličí nepravidelná galaxie NGC 5477
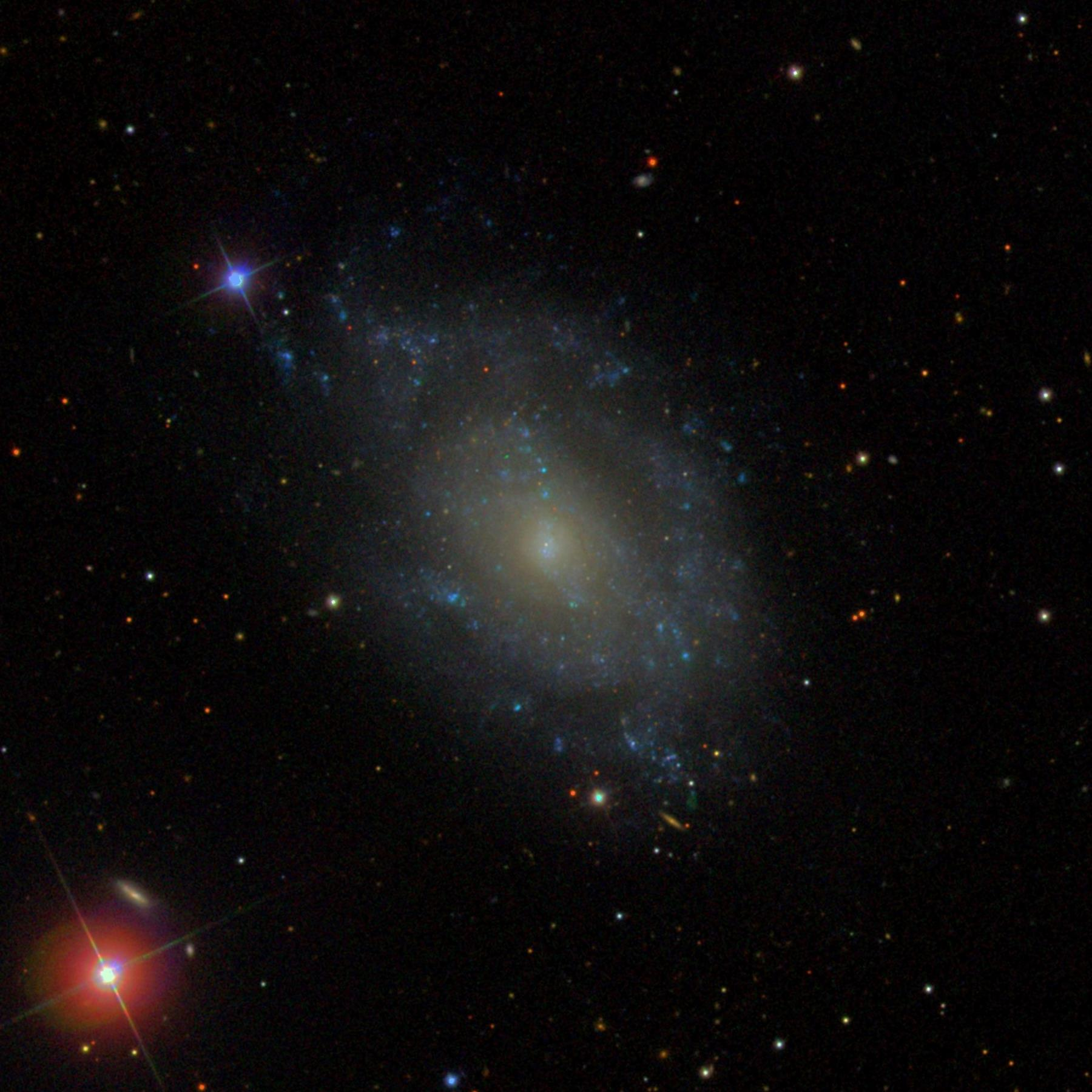
Narušená spirální galaxie NGC 5585

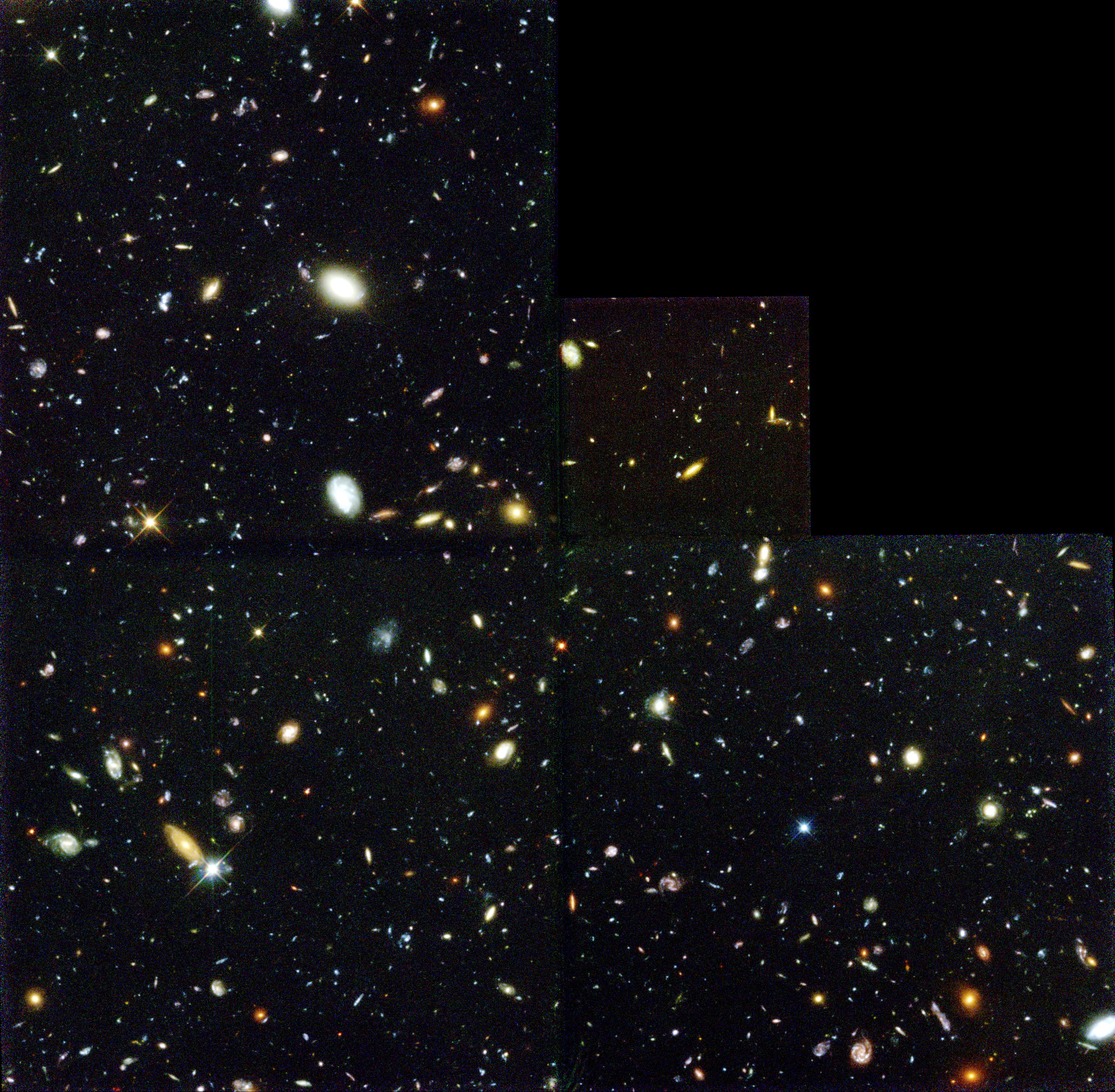
Hubbleovo hluboké pole

### Hubbleovo hluboké pole
V souhvězdí Velké medvědice vznikl známý záběr z Hubbleova vesmírného dalekohledu nazvaný Hubbleovo hluboké pole. Hubbleovo hluboké pole je snímkem malé části oblohy o velikosti jedné patnáctiny průměru Měsíce. Pole se nachází nad spojnicí hvězd Alopth – Megrez. Samotný snímek vznikl v prosinci 1995 spojením 342 snímků s celkovou expoziční dobou pět dní. Na záběru je více než 3 000 galaxií různých typů a jasnějších než 29. magnitudy. Je to vlastně pohled do minulosti vesmíru na velmi mladé galaxie tak, jak vypadaly asi miliardu let po Velkém třesku. Na snímku byla objevena i nejvzdálenější známá supernova. Má označení 1997 ff a vybuchla asi před deseti miliardami let.

## Velký vůz
Velké medvědici se často říká Velký vůz, ale tento název je špatný.
Velký vůz je jen asterismus, který Velká medvědice obsahuje.
Tvoří ho ocas Velké medvědice a další 3 hvězdy tvořící trup medvěda.

## Zajímavosti

Vlajka Aljašky

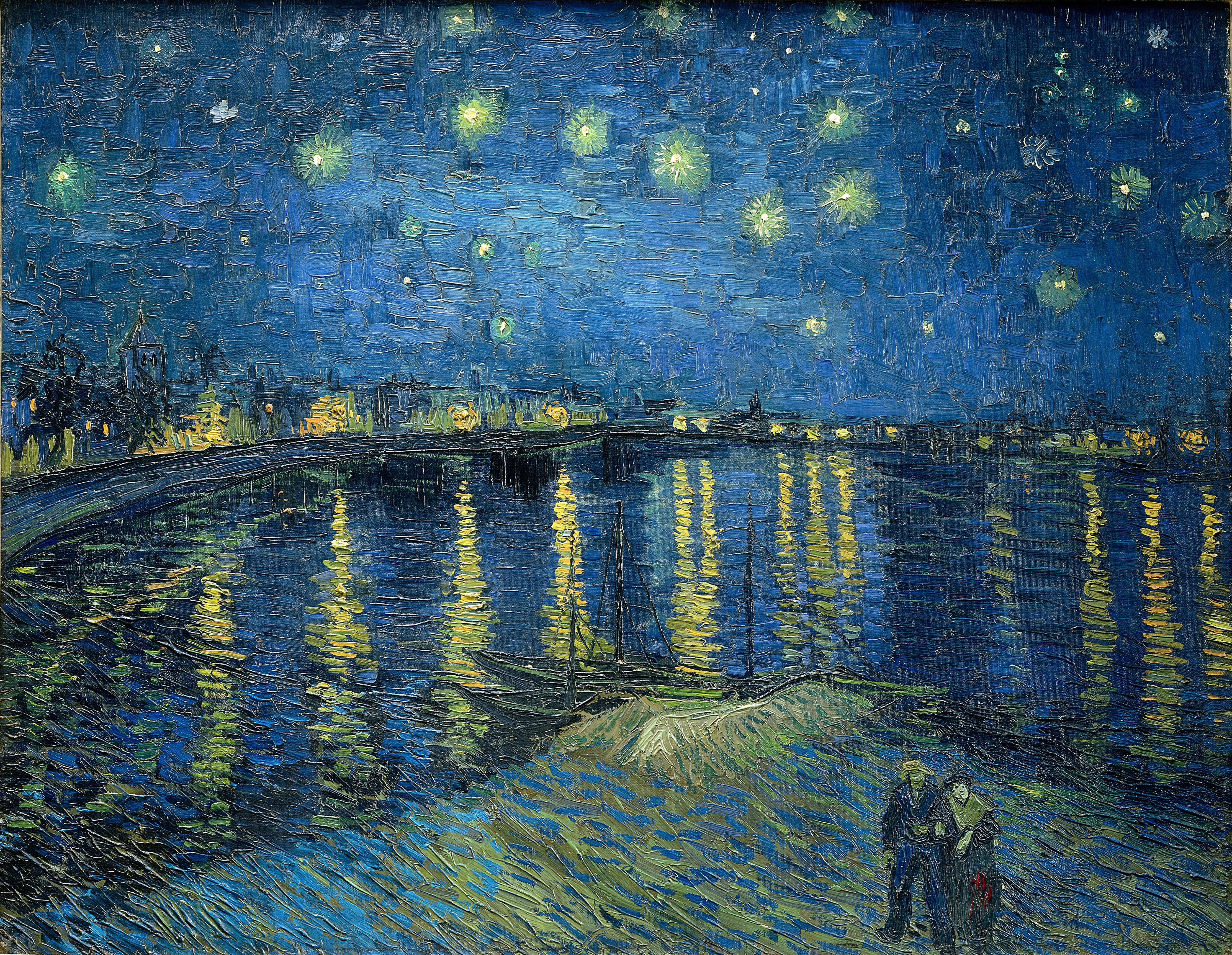
Vincent van Gogh – Hvězdná noc

- Velký vůz a Polárka jsou také vyobrazeny na vlajce státu Aljaška. Tu navrhl v roce 1927 třináctiletý chlapec Benny Benson.
- Velký vůz je zobrazen na velkém státním znaku Švédska.
- O Velké medvědici se povídalo v britské hororové sérii „Children of the Stones“, že je v ní umístěna masivní černá díra.
- Ruuko Kireinasora, postava z ToHeart2, přichází ze třetí planety hvězdy 47 souhvězdí Velké medvědice.